# Bathyagoninae
Sous-famille
Les Bathyagoninae sont une sous-famille de poissons de l'ordre des Scorpaeniformes.

## Liste des genres
Selon World Register of Marine Species (28 août 2019) :
- genre Bathyagonus Gilbert, 1890
- genre Odontopyxis Lockington, 1880
- genre Xeneretmus Gilbert, 1903